# Øland Sogn
Øland Sogn er et sogn i Jammerbugt Provsti (Aalborg Stift).
Øland Sogn hørte til Øster Han Herred i Hjørring Amt. Øland sognekommune blev ved kommunalreformen i 1970 indlemmet i Brovst Kommune, som ved strukturreformen i 2007 indgik i Jammerbugt Kommune.
I Øland Sogn ligger Øland Kirke og Ø Nonnekloster.

## Stednavne
I sognet findes følgende autoriserede stednavne:
- Dyrehave Bakke (areal)
- Hammershøj (bebyggelse)
- Horsholme (areal)
- Hovengen (areal)
- Hvolgård (bebyggelse)
- Hvolgårds Mark (bebyggelse)
- Klavsholm (bebyggelse)
- Klavsholm Mark (bebyggelse)
- Knudegårdsbjerg (areal)
- Lundkær (bebyggelse)
- Mærsholme (areal)
- Møllebakke (areal)
- Overholm (areal)
- Oxholm (ejerlav, landbrugsejendom)
- Oxholm Skov (areal)
- Rolighed (bebyggelse)
- Skallerne (bebyggelse)
- Torslev Holme (areal)
- Troldholme (areal)
- Tøtterne (areal)
- Ulvedyb (vandareal)
- Vejlen (vandareal)
- Vesterby (bebyggelse, ejerlav)
- Ølands Vejle (areal)
- Østerby (bebyggelse)
- Østerby Kær (bebyggelse)
- Ålested (bebyggelse)

## Historie
Øland var oprindelig en ø i Limfjorden. I 1803 blev det landfast med Brovst, og det lille samfund blev hurtigt forandret. Øens havn sygnede hen, og al handel og trafik gik nu ad landevejen.